# Asura striata
Asura striata là một loài bướm đêm thuộc phân họ Arctiinae, họ Erebidae.